# Бардин, Владимир Васильевич
Владимир Васильевич Бардин (1924 — 1953) — советский старшина, помощник командира взвода 147-й отдельной разведывательной роты, 88-й стрелковой дивизии, 31-й армии, 3-го Белорусского фронта. Полный кавалер Ордена Славы.

## Биография
Родился 11 августа 1924 года в городе Пенза в рабочей семье.
С 1942 года призван в ряды РККА и  направлен в действующую армию — стрелок 250-го гвардейского стрелкового полка, воевал на Западном фронте, был четырежды ранен. 14 января 1944 года награждён Медалью «За отвагу». С 1944 года — помощник командира взвода 147-й отдельной разведывательной роты, 88-й стрелковой дивизии, 31-й армии, воевал на 3-м Белорусском фронте, участвовал во всех наступательных операциях своей дивизии.
10 июля 1944 года старшина В. В. Бардин близ населённого пункта Ивенец участвовал в захвате «языка». При выполнении задачи истребил четырёх гитлеровцев, затем прикрывал отход группы разведчиков. За это 19 августа 1944 года Указом Президиума Верховного Совета СССР В. В. Бардин был награждён  Орденом Славы 3-й степени.
16 июля 1944 года  старшина В. В. Бардин в боях в районе города Друскининкай (Литва) поразил около десяти солдат и одного офицера, противотанковой гранатой взорвал пулемёт противника. 24 августа 1944 года Указом Президиума Верховного Совета СССР В. В. Бардин был награждён Орденом Славы 2-й степени.
С 21 января по 17 февраля 1945 года старшина В. В. Бардин  уничтожил свыше двадцати фашистов, особо отличившись 2 февраля 1945 года при освобождении города Ландсберг (Польша). 29 июня 1945 года Указом Президиума Верховного Совета СССР В. В. Бардин  был награждён Орденом Славы 1-й степени.
В 1951 года  старшина В. В. Бардин был уволен в запас, работал во вневедомственной охране в городе Пенза. Умер 11 октября 1953 года  в городе Пензе.

## Награды
- Орден Славы I степени (1945)
- Орден Славы II степени (1944)
- Орден Славы III степени (1944)
- Орден Отечественной войны I степени (1943) и II степени (1944)
- Медаль «За отвагу»  (1944)